# 石炭資源開発
石炭資源開発株式会社（せきたんしげんかいはつ、英: Japan Coal Development Co.,Ltd.）は、日本の電力会社の出資で設立され、発電用石炭の輸入や、日本国外において資源調査等を行う企業。東京都港区に本社を置く。

## 事業内容
同社出資の現地法人を通じて、1982年にオーストラリアのクイーンズランド州ブレアソール炭鉱、2007年にブレアソールの後継となるクレアモント炭鉱に出資するなど、日本国外の炭鉱開発に参加し、発電用石炭の確保を行う。オーストラリアや中国に対し日本の電力会社を代表して交渉を行うほか、オーストラリアニューカッスル港や苫小牧コールセンターなど、インフラ整備の投資も行っている。

## 株主構成
- 東京電力 - 21.87％
- 関西電力 - 14.48％
- 中部電力 - 12.32％
- 東北電力 - 9.16％
- 九州電力 - 9.13％
- 中国電力 - 7.74％
- 電源開発 - 7.60％
- 四国電力 - 6.12％
- 北海道電力 - 5.90％
- 北陸電力 - 5.68％